# قارنجة كوتشك (أختاتشي محالي)
قارنجة کوتشك (بالفارسية: قارنجه‌کوچک) هي قرية تقع في إيران في أذربيجان الغربية. يقدر عدد سكانها بـ 79 نسمة بحسب إحصاء 2016.